# العلاقات التركية الفرنسية
العلاقات التركية الفرنسية هي العلاقات الثنائية التي تجمع بين تركيا وفرنسا.

## مقارنة بين البلدين
هذه مقارنة عامة ومرجعية للدولتين:
| وجه المقارنة                                              | تركيا         | فرنسا                                                    |
| --------------------------------------------------------- | ------------- | -------------------------------------------------------- |
| المساحة (كم2)                                             | 783.56 ألف    | 643.80 ألف                                               |
| عدد السكان (نسمة)                                         | 80.14 مليون   | 67.12 مليون                                              |
| الكثافة السكانية (ن./كم²)                                 | 102.28        | 104.26                                                   |
| العاصمة                                                   | أنقرة         | باريس                                                    |
| اللغة الرسمية                                             | اللغة التركية | لغة فرنسية                                               |
| العملة                                                    | ليرة تركية    | يورو، فرنك س ف ب، فرنك فرنسي، Livre tournois ‏            |
| الناتج المحلي الإجمالي (بليون دولار)                      | 851.10 مليار  | 2.58 تريليون                                             |
| الناتج المحلي الإجمالي (تعادل القوة الشرائية) بليون دولار | 1.57 تريليون  | 2.87 تريليون                                             |
| الناتج المحلي الإجمالي الاسمي للفرد دولار أمريكي          | 9.12 ألف      | 36.20 ألف                                                |
| الناتج المحلي الإجمالي للفرد دولار أمريكي                 | 19.79 ألف     | 39.33 ألف                                                |
| مؤشر التنمية البشرية                                      | 0.761         | 0.888                                                    |
| رمز المكالمات الدولي                                      | +90           | +33                                                      |
| رمز الإنترنت                                              | .tr           | .fr، .bzh ‏، .tf، .re، .wf، .yt، .pm، .paris              |
| المنطقة الزمنية                                           | ت ع م+03:00   | أوروبا/باريس ‏، توقيت وسط أوروبا، توقيت وسط أوروبا الصيفي |

## مدن متوأمة
في ما يلي قائمة باتفاقيات التوأمة بين مدن تركية وفرنسية:
- ترتبط برغاما مع بونتواز باتفاقية توأمة منذ 1964.[16][16][16][16]
- ترتبط أماسية مع لو مان باتفاقية توأمة.
- ترتبط إسطنبول مع ستراسبورغ باتفاقية توأمة منذ 1989.
- ترتبط أيدين مع لو هافر باتفاقية توأمة.
- ترتبط سيواس مع كليرمون فيران باتفاقية توأمة.
- ترتبط آق سراي مع أجاكسيو باتفاقية توأمة.

## منظمات دولية مشتركة
يشترك البلدان في عضوية مجموعة من المنظمات الدولية، منها:
| علم المنظمة | اسم المنظمة                               | تاريخ انضمام تركيا | تاريخ انضمام فرنسا |
| ----------- | ----------------------------------------- | ------------------ | ------------------ |
|             | بنك التنمية الآسيوي                       | 1991               | 1970               |
|             | وكالة ضمان الاستثمار متعدد الأطراف        | 3 يونيو 1988       | 28 ديسمبر 1989     |
|             | منظمة التعاون الاقتصادي والتنمية          | ?                  | 7 أغسطس 1961       |
|             | الأمم المتحدة                             | 24 أكتوبر 1945     | 24 أكتوبر 1945     |
|             | الوكالة الدولية للطاقة                    | ?                  | ?                  |
|             | الفريق المعني برصد الأرض                  | ?                  | ?                  |
|             | مجموعة العشرين                            | ?                  | 26 سبتمبر 1999     |
|             | مركز تنسيق الحركة في أوروبا ‏              | ?                  | ?                  |
|             | منظمة حظر الأسلحة الكيميائية              | ?                  | ?                  |
|             | منظمة التجارة العالمية                    | 26 مارس 1995       | 1995               |
|             | منظمة الشرطة الجنائية الدولية             | ?                  | ?                  |
|             | البنك الإفريقي للتنمية                    | ?                  | ?                  |
|             | منظمة الأمن والتعاون في أوروبا            | 25 يونيو 1973      | 25 يونيو 1973      |
|             | مؤسسة التنمية الدولية                     | 22 ديسمبر 1960     | 30 ديسمبر 1960     |
|             | حلف شمال الأطلسي                          | 18 فبراير 1952     | 4 أبريل 1949       |
|             | نظام تحكم تكنولوجيا القذائف               | 1997               | 1987               |
|             | يونسكو                                    | 4 نوفمبر 1946      | 4 نوفمبر 1946      |
|             | مجلس أوروبا                               | 9 أغسطس 1949       | 5 مايو 1949        |
|             | اتحاد المدفوعات الأوروبي ‏                 | ?                  | ?                  |
|             | الاتحاد البريدي العالمي                   | ?                  | ?                  |
|             | البنك الدولي للإنشاء والتعمير             | 11 مارس 1947       | 27 ديسمبر 1945     |
|             | اتفاقية السماوات المفتوحة                 | ?                  | ?                  |
|             | المنظمة الهيدروغرافية الدولية             | ?                  | ?                  |
|             | الاتحاد الدولي للاتصالات                  | 1866               | 1866               |
|             | مؤسسة التمويل الدولية                     | 19 ديسمبر 1956     | 20 يوليو 1956      |
|             | المنظمة الأوروبية لسلامة الملاحة الجوية   | 1989               | 1960               |
|             | المركز الدولي لتسوية المنازعات الاستشارية | 2 أبريل 1989       | 20 سبتمبر 1967     |
|             | مجموعة أستراليا                           | 2000               | 1985               |
|             | مجموعة الموردين النوويين                  | ?                  | ?                  |

## أعلام
هذه قائمة لبعض الشخصيات التي تربطها علاقات بالبلدين:

## وصلات خارجية
- موقع وزارة الخارجية التركية
- موقع وزارة الخارجية الفرنسية